# PGC 1992625
LEDA/PGC 1992625 ist eine Galaxie im Sternbild Fische auf der Ekliptik, die schätzungsweise 196 Millionen Lichtjahre von der Milchstraße entfernt ist. Im selben Himmelsareal befinden sich u. a. die Galaxien NGC 373, NGC 375, NGC 382, NGC 383.